# Xanadu (film)
Xanadu is een Amerikaanse musicale en romantische fantasyfilm van regisseur Robert Greenwald uit 1980 met in de hoofdrollen Olivia Newton-John, Gene Kelly en Michael Beck. De muze Kira inspireert kunstschilder Sonny Malone stap na stap om de rolschaatsdiscotheek Xanadu op te richten. Ondertussen worden ze verliefd op elkaar, maar het is niet evident voor een goddelijk wezen om zich te verbinden met een sterveling. De film was geen groot succes en kwam amper uit de kosten. Het had de twijfelachtige eer een van de eerste Golden Raspberry Awards te ontvangen voor slechtste regisseur. De filmmuziek was daarentegen zeer succesvol en behaalde dubbel platina.

## Titel
De titel van de film is afkomstig van het gedicht "Kubla Khan, or a Vision in a Dream. A Fragment." van Samuel Taylor Coleridge dat in de film geciteerd wordt. Xanadu was de naam van het zomerpaleis van de Mongoolse khan. Het was befaamd om zijn luxe en grandeur. Na het bezoek van Marco Polo omstreeks 1266 was dat ook het geval in Europa. Archeologen hebben de resten van Xanadu teruggevonden in Binnen-Mongolië, 275 km ten noorden van Peking. In de film verwijst Xanadu naar de gelijknamige rolschaatsdiscotheek.

## Verhaal
Sonny Malone is een freelance kunstschilder in het Los Angeles van 1980. Hij heeft tevergeefs geprobeerd om zo aan de kost te komen. In zijn ontgoocheling verscheurt hij een van zijn mislukte schetsen en gooit de snippers in de wind. De snippers raken een muurschildering van negen vrouwen. De vrouwen komen tot leven en verspreiden zich in een lichtstraal over de aarde. Een onbekende vrouw keert terug naar Los Angeles en rolschaatst voorbij Sonny, terwijl ze hem kust. Sonny is stomverbaasd.
Sonny neemt noodgedwongen zijn vroeger werk terug op. Hij moet weer inspiratieloos commerciële uitvergrotingen van platenhoezen schilderen voor de platenmaatschappij AirFlo Records. Sonny moet de hoes van de muziekgroep The Nine Sisters schilderen. Tot zijn verbazing staat tegen de achtergrond van een auditorium de vrouw van daarnet op de hoes. Zelfs de fotograaf kent haar niet. Sonny wil die intrigerende vrouw vinden. Sonny stoot op het verlaten auditorium van de hoes en hoopt de vrouw daar te vinden. En inderdaad, de vrouw rolschaatst en danst daar op Magic. Hij vraagt haar naam. In een echo hoort hij nog Kira. 
Op het strand wordt Sonny bekoord door de klarinetmuziek van een oude man. Sonny maakt opnieuw kennis met Danny McGuire, nadat Danny platen van Glenn Miller gekocht heeft. Sonny wil best meeluisteren naar de muziek. Danny merkt op over de klarinetsolo: “Dat ben ik.” Danny overhandigt Sonny een boek over Glenn Miller waarin foto’s van de jonge Danny en Kira staan. Danny had in 1945 in New York een nachtclub. Er was een vrouw in het spel die in de band zong en dan vertrok. Daarna ging Danny werken in de bouwsector en werd een vastgoedmiljonair. Hij is gepensioneerd en voelt zich een nietsnut. Hij droomt nog altijd van een swingclub. Zou hij nog een club openen? Er was een klik nodig. Danny haalt herinneringen op met de bigband en met die vrouw. Samen met haar zingt en tapdanst hij een ingebeeld duet. 
Kira verschijnt in de schilderstudio. Danny had Sonny gevraagd om te zoeken naar een plaats voor een club. Kira suggereert het vervallen auditorium. Ze rolschaatsen en dansen in een projectiestudio op Suddenly. Kira herbevestigt om te geloven in de droom van de club. Sonny en Danny kunnen het samen doen. Sonny brengt Danny naar het auditorium en Danny begint erin te geloven. Danny beeldt zich een bigband van de 1940s in; Sonny fantaseert over een rock-'n-rollband van de 1980s. Geleidelijk versmelten de twee muziekstijlen tot één stijl. Danny weet nu zeker dat hij het wil doen. Sonny wordt zijn partner. Kira verschijnt en citeert samen met Danny het gedicht "Kubla Khan, or a Vision in a Dream. A Fragment." van Samuel Taylor Coleridge. Xanadu wordt de naam van de club. Danny herkent Kira niet; Sonny wil meer weten over Kira, maar ze houdt hem af. De renovatiewerken aan het auditorium zijn aan de gang, net als de voorbereidingen van de openingsavond. Dit gaat gepaard met excentrieke acts en outfits. 
Kira bekent haar liefde voor Sonny. Ze kan deze gevoelens niet hebben. Het was niet bedoeld om te gebeuren. Kira moet iets over zichzelf vertellen. Ze is gezonden om Xanadu te laten gebeuren. Ze is een muze, komt van de berg Helikon, heeft acht zusters en haar echte naam is Terpsichore. Ze zijn niet verondersteld om gevoelens te tonen. Muzen zijn bedoeld om te inspireren. Kira werd verliefd. Het was een vergissing. Ze brak de regels. “Ik hou altijd van je.” Ze verdwijnt.
Xanadu is niet meer belangrijk voor Sonny. Hij heeft zijn geliefde verloren. Danny moedigt Sonny aan om haar terug te halen. Sonny mag niet dezelfde fout maken die Danny 35 jaar geleden gemaakt heeft. Liefde is te belangrijk. Sonny springt door de muurschildering en belandt in het godenrijk. Hij komt Kira halen. De Griekse oppergod Zeus zendt Danny terug naar de aarde. Kira bezingt haar liefde voor Sonny in Suspended in Time. Zeus laat haar toch naar de openingsavond van Xanadu gaan: “Misschien enkel een moment, of voor altijd”.
De openingsdans van de rolschaatsdiscotheek begint. Kira voert het titelnummer Xanadu op en danst met haar acht zusters. Er volgen tapdansen, rock en country. Kira komt op als een koningin en als een muze. De negen muzen stijgen op naar de hemel in een lichtstraal. Xanadu wordt een gewone discotheek. Sonny gaat verslagen zitten om het verlies van Kira. Een serveerster die als twee druppels water lijkt op Kira, biedt hem een drankje aan. Sonny springt op, houdt haar tegen en zegt: “Ik wil enkel met jou spreken”. Het gesprek gaat verder. The End.

## Rolverdeling
| Acteur             | Personage          |
| ------------------ | ------------------ |
| Olivia Newton-John | Kira (Terpsichore) |
| Gene Kelly         | Danny McGuire      |
| Michael Beck       | Sonny Malone       |
| James Sloyan       | Simpson            |
| Dimitra Arliss     | Helen              |
| Katie Hanley       | Sandra             |
| Fred McCarren      | Richie             |
| Ren Woods          | Jo                 |
| Melvin Jones       | Big Al             |

## Muziek
De soundtrack laat een aantal liedjes van de film weg. Vijf nummers van het album werden uitgebracht als single en bereikten hoge noteringen:
- "Magic" - Olivia Newton-John
- "Xanadu" - Olivia Newton-John/Electric Light Orchestra
- "All Over the World" - Electric Light Orchestra
- "I'm Alive" - Electric Light Orchestra
- "Suddenly" - Olivia Newton-John/Cliff Richard

De volgende nummers zijn in de film te horen:
- Medley: "Whenever You're Away From Me" en "Xanadu"
- "Whenever You're Away From Me".
- "I'm Alive" (Electric Light Orchestra (ELO))
- "Whenever You're Away From Me"
- "Magic" (Olivia Newton John)
- "You Made Me Love You" (Olivia Newton John)
- "Whenever You're Away From Me" (Gene Kelly and Olivia Newton John)
- "Suddenly" (Olivia Newton John en Cliff Richard)
- "Dancin'" (Olivia Newton John en The Tubes)
- "Don't Walk Away" (ELO)
- "All Over the World" (ELO)
- "The Fall" (ELO)
- "Suspended in Time" (Olivia Newton John)
- "Drum Dreams" (ELO)
- "Xanadu" (Olivia Newton John en ELO)
- "Fool Country" (Olivia Newton John)
- "Xanadu" reprise (Olivia Newton John)
- "Magic" reprise (Olivia Newton John)

## Achtergrond

### Scenario
Aanvankelijk was Xanadu bedoeld als een goedkope roller discofilm. Maar de concurrentie drukte in snel tempo twee andere roller discofilms (Skatetown, U.S.A. (1979) en Roller Boogie (1979)) erdoorheen. De producers besloten de film toen opnieuw op te zetten en meer klasse te geven. Hierbij probeerde men de muziekstijlen van de jaren veertig en de jaren tachtig te mengen. Het verhaal veranderde voortdurend en toen de opnames begonnen was er nog altijd geen definitief scenario. Olivia Newton-John klaagde hierover, vooral omdat het leek alsof elke dag het draaiboek veranderde. Zo is in de eerste versies van het scenario Sonny Malone de schilder die de muurschildering maakte met de negen muzen. De muurschildering vormt de verbinding tussen de aarde en het godenrijk en het feit dat Sonny de schilder is, maakt het plausibel dat Kira zich zo voor hem inzet. Maar in de laatste versie van het scenario ging dit geheel verloren.

### Acteurs
Olivia Newton-John stond op het toppunt van haar roem in 1979. Ze was de ontdekking van het jaar geweest met haar rol als Sandy in Grease uit 1978. Xanadu moest haar filmcarrière definitief lanceren en Newton-John zag af van de hoofdrol in Can't Stop the Music (1980). Xanadu flopte echter en brak definitief haar ambitie om een sterrenstatus te bereiken in de VS. Voor de rol van Sonny was aanvankelijk Andy Gibb aangetrokken, maar hij werd vervangen door Michael Beck. Beck was bekend geworden als Swan in de gewelddadige film The Warriors uit 1979. Beck was geen zanger en dus werd zijn stem ingezongen door Cliff Richard. Ook Becks carrière zou Xanadu niet overleven. Na deze film had hij vrijwel alleen nog kleine rollen in films en tv-producties. Gene Kelly werd aangetrokken om de jaren veertig in de film te kunnen betrekken. In de film Cover Girl uit 1944 speelde Kelly ook al een personage met de naam Danny McGuire tegenover actrice Rita Hayworth. Kelly liet zich overhalen, omdat de opnames niet ver van zijn huis in Beverly Hills plaatsvonden. Het werd Kelly's laatste film en ook zijn laatste rol waar hij te zien is als danser.

### Speciale effecten
Het oorspronkelijke budget voor Xanadu bedroeg 4 miljoen dollar. Hiermee zou een simpele roller discofilm gemaakt worden. Het project werd echter ambitieuzer, nadat de concurrentie al meerdere roller discofilms had gemaakt. Producer Joey Silver liet de kosten al snel oplopen tot 13 miljoen dollar en werd prompt ontslagen door het hoofd van Universal  Ned Tanen. Silver ging toen weer werken voor zijn oude baas Lawrence Gordon, die als producer werkte voor Xanadu. Dus was Silver weer terug bij de film. Uiteindelijk steeg het budget naar ongeveer 20 miljoen dollar. Veel van het geld ging naar de decors en de overige aankleding van de sets. Alleen al de bouw van de rolschaatsdiscotheek Xanadu kostte zo'n 1 miljoen dollar. Het werd begin 1979 gebouwd op set 4 van de Hollywood Center Studio's. Het gebouw van het Pan-Pacific Auditorium werd gebruikt voor de buitenopnamen. Via speciale effecten werd het omgetoverd in de Xanadudisco. Het gebouw was zwaar in verval ten tijde van de opnames en zou in 1989 ten prooi vallen aan de vlammen bij een grote brand. Het gebouw stamde uit 1935 en paste met zijn art-deco-ornamenten perfect in de sfeer van de film met zijn mix van jaren veertig/jaren tachtig stijl. Sommige effecten waren met opzet minder pretentieus. Zo werd uitgebreid gebruikgemaakt van mattes, glasschilderijen die voor de camera worden geplaatst en delen van het echte beeld afdekken. De mattes werden onder andere gebruikt bij het vertrek van een van de muzen. Hierbij is een wolkenschildering gebruikt die een deel van de snelweg afdekt. De mattes werden met opzet niet te realistisch gemaakt om te onderstrepen dat het ging om een mythische ervaring. Een belangrijk element in de film was de muurschildering met de negen muzen. Tijdens de opnames was die schildering er niet. In de postproductie werd de schildering digitaal toegevoegd. De producers en de regisseur wilden steeds meer en betere effecten, maar de kosten rezen hierdoor de pan uit en Universal maakte een einde aan alle dromen door de premièredatum te vervroegen van kerstmis 1980 naar de zomer van 1980.

### Animatie
Het animatiegedeelte werd uiteindelijk in de film opgenomen, omdat de producenten nog een liedje aan de film moesten toevoegen. Het liedje "Don't Walk Away" was weggelaten uit de productie en dit leverde protesten op van de schrijvers van de liedjes. De studio was niet ongevoelig voor de protesten en verplichtte de producenten het liedje alsnog op te nemen. De producenten stonden nu voor een probleem. Aangezien de opnames al achter de rug waren, was het extreem duur om acteurs en crew terug te roepen. Een ander probleem was dat er geen logisch punt in het verhaal was om het liedje toe te voegen. Men besloot om een kleine fantasiesequens toe te voegen als Sonny en Kira elkaar kussen. Uiteindelijk bleek het goedkoper de sequens als een animatie toe te voegen. De beroemde animator Don Bluth werd hiervoor aangetrokken. Bluth had vroeger voor Disney gewerkt, maar maakte nu zijn eigen animatiefilms. Zijn studio had net de eerste korte film afgeleverd, Banjo the Woodpile Cat (1979) en werkte nu aan de eerste avondvullende animatiefilm The Secret of NIMH. Als gevolg van het vele werk aan The Secret of NIMH besloot Bluth zijn medewerkers te sparen en het project Don't Walk Away zelf uit te voeren. Er moest een stuk animatie komen van twee minuten en zeven seconden. Samen met twaalf assistenten werkte Bluth twaalf weken aan de animatie. Om te voorkomen dat Bluth toch zou gaan werken aan The Secret of Nimh werd al het animatiewerk voor Xanadu in het huis van Bluth uitgevoerd. Bluth besloot om twee vissen en twee vogels in de animatie uit te werken. Samen met Lorna Pomeroy maakte hij de storyboards en wist de animatie binnen de gestelde tijd uit te werken.

### Choreografie
Kenny Ortega en Jerry Trent deden de choreografie van de film. Helemaal zonder risico's waren de dansnummers op rolschaatsen niet. Olivia Newton-John brak haar stuitje tijdens de opnames voor het nummer "Suddenly".  Aangezien de film oorspronkelijk bedoeld was als roller discofilm zaten er veel rolschaatsnummers in de film. Zeker 60 dansers zijn te zien in de eindscène. Kelly die in de jaren dertig-vijftig op zijn top stond als danser, had al tien jaar niet meer gedanst. Zijn dansnummer met Olivia Newton-John werd pas opgenomen, toen de opnames eigenlijk al waren gestopt. Kelly zelf choreografeerde het nummer op een afgesloten set met alleen Olivia Newton-John, een cameraman en een assistent-choreograaf.

## Ontvangst
Afgezien van de filmmuziek die dubbel platina bereikte, was Xanadu geen succes. Het budget was 20 miljoen dollar. Hoewel de film in het openingsweekend in 249 bioscopen werd uitgebracht, kwam men niet hoger dan 1.471.595 dollar aan opbrengsten. De film kwam uiteindelijk nauwelijks uit de kosten. Ook de kritiek was niet mals. Roger Ebert had met name kritiek op de dansnummers die slecht gechoreografeerd waren en daarnaast slecht gefilmd, meestal vanuit hetzelfde camerastandpunt op ooghoogte. Bij de uitreiking van de Golden Raspberry Awards (Razzies), sleepte Xanadu een Razzie in de wacht voor slechtste regisseur. De film was ook genomineerd voor slechtste film, slechtste scenario, slechtste actrice en slechtste acteur.

## Prijzen en Nominaties
| Wedstrijd                      | Categorie                                        | Ontvanger(s)                             | Resultaat   | Ref.  |
| ------------------------------ | ------------------------------------------------ | ---------------------------------------- | ----------- | ----- |
| Golden Raspberry Awards 1980   | Worst Picture                                    | Lawrence Gordon                          | Genomineerd | [ 1 ] |
| Golden Raspberry Awards 1980   | Worst Actor                                      | Michael Beck                             | Genomineerd | [ 1 ] |
| Golden Raspberry Awards 1980   | Worst Actress                                    | Olivia Newton-John                       | Genomineerd | [ 1 ] |
| Golden Raspberry Awards 1980   | Worst Director                                   | Robert Greenwald                         | Gewonnen    | [ 1 ] |
| Golden Raspberry Awards 1980   | Worst Screenplay                                 | Richard Christian Danus, Marc Reid Rubel | Genomineerd | [ 1 ] |
| Golden Raspberry Awards 1980   | Worst Original Song                              | John Farrar                              | Genomineerd | [ 1 ] |
| Golden Raspberry Awards 2004   | Worst 'Musical' of Our First 25 Years            |                                          | Genomineerd | [ 1 ] |
| Stinkers Bad Movie Awards 1980 | Least "Special" Special Effects                  |                                          | Genomineerd |       |
| Young Artist Award             | Best Major Motion Picture - Family Entertainment |                                          | Genomineerd |       |
| Young Artist Award             | Best Family Music Album                          |                                          | Genomineerd |       |
| Jupiter Award                  | Best International Actress                       | Olivia Newton-John                       | Genomineerd |       |

## Varia
- In het discotijdperk waren de films Car Wash (1976) en Saturday Night Fever (1977) voorafgegaan.
- Het scenario van de film Down to Earth werd gebruikt als basis voor Xanadu. In die film speelde Rita Hayworth de rol van muze Terpsichore.